# مفارقة فيرمي

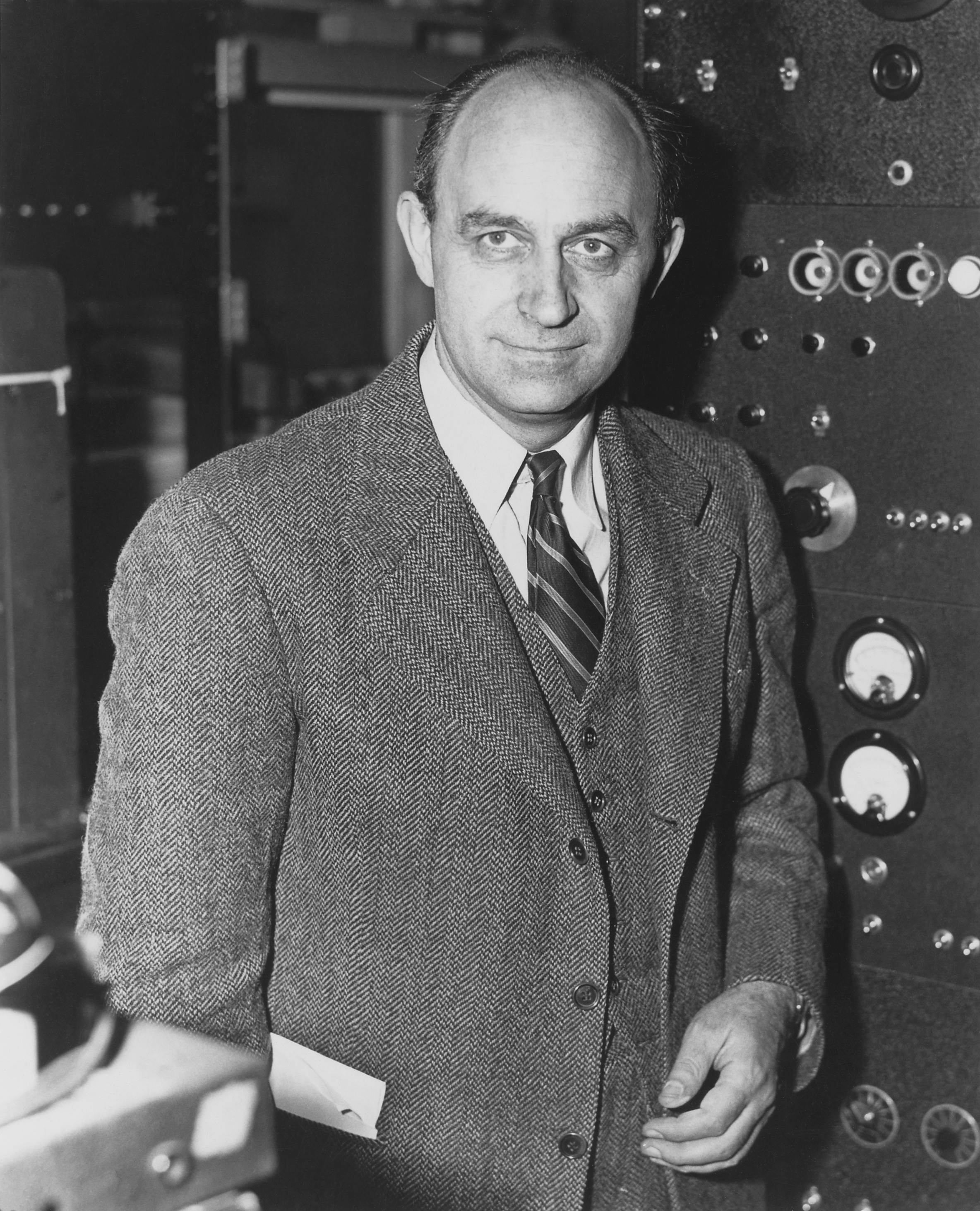
الفيزيائي المسماة المفارقة على أثره إنريكو فيرمي.

مفارقة فيرمي، أو متناقضة فيرمي، (بالإنجليزية: Fermi Paradox) يقصد به مجموعة الحلول المقترحة لسؤال إنريكو فيرمي: أين الجميع ؟ وقد سميت تيمناً به، وهي تتعلق بفرص وجود حياة أخرى في الكون، وتتراوح الحلول المقترحة بين عدة مليارات من الفرص، وبين انعدام الفرص تماماً ما عدا التي في كوكب الأرض، وبسبب وجود التباين الشديد جداً بين الحلول سميت مفارقة.
كانت الفكرة الأساسية مبنية على التالي:
- الشمس نجم عادي (بعض الأراء تراها نجم مثالي)[1][2]، والمجرة تحتوي على مليارات النجوم، بعضها أكبر سناً من الشمس بمليارات السنين.[3][4]
- عند وضع احتمالات عالية، فإن بعض تلك النجوم ستحتوي على كواكب تشبه الأرض،[5] من حيث صفاتها (الكتلة، المناخ....إلخ) وبالتالي فإن بعض تلك الكواكب قد تحتوي على حياة يمكن أن تكون ذكية.
- وعند وضع احتمالات عالية كذلك، فإن بعض تلك الحياة الذكية قد تستطيع أن تنجز واحدةً من أصعب وأعقد المهام على الإطلاق وهي السفر بين النجوم.
- بعد اعتبار سرعة تحرك الأجسام في الفضاء، وبعد اعتبار مساحة المجرة، فإنه يمكن لتلك الحياة التي طورت طرقاً للسفر بين النجوم أن تحتل وتستعمر المجرة بأكملها في غضون بضعة ملايين من السنين.[6]

وبالتالي وفقاًً لما سبق، فإنه يجب على تلك الحياة أن تزور الأرض أو سبق وأن زارت الأرض، أو على الأقل أن تترك دلائل تشير إلى وجودها في المجرة، ولكن أياً مما سبق لم يتحقق نهائياً، لذا وفي حديث غير رسمي، صرح فيرمي بأنه لا يوجد أي دليل على الإطلاق على وجود حياة ذكية في الكون المنظور غير هذه التي في الأرض، وكنتيجة على قوله هذا قام بطرح سؤاله الشهير: أين الجميع ؟ آذناً لمختلف الباحثين بطرح الكثير من الحلول لهذه المفارقة، بل إن بعضهم طرح معادلات لحل هذا الإشكال مثل معادلة ديرك.

## التأسيس
تتمثل مفارقة فيرمي في الجدال الكامن بين الحجة القائلة إن المقاييس والاحتمالات تُرجّح أن تكون الحياة الذكية شائعة في الكون، والافتقار التام إلى أدلة على وجود حياة ذكية في أي مكان آخر غير الأرض.
الجانب الأول من مفارقة فيرمي هو دور المقياس أو الأعداد الكبيرة المعنية: هناك ما يقدر بنحو 200 - 400 مليار نجم في درب التبانة و70 سيكستيليون نجم في الكون المرصود. حتى لو نشأت الحياة الذكية على نسبة ضئيلة فقط من الكواكب حول هذه النجوم، فإنه ما يزال هناك عددٌ كبير من الحضارات الموجودة، وإذا كانت النسبة عالية بما يكفي فهذا يعني وجود عددٍ كبير من الحضارات في درب التبانة. هذا يفترض مبدأ العادية، الذي يُشير إلى أنّ الأرض كوكب نموذجي.
الجانب الثاني من مفارقة فيرمي هو حجة الاحتمالات: بالنظر إلى قدرة الحياة الذكية على التغلب على النُدرة، وميلها لاستعمار مواطن جديدة، يبدو أنه من الممكن وجود بعض الحضارات -على الأقل المتقدمة تكنولوجيًا- التي تبحث عن موارد جديدة في الفضاء، وتستعمر النظام النجمي الخاص بها، وبعد ذلك الأنظمة النجمية المحيطة بها. نظرًا لعدم وجود دليل ملموس على الأرض، أو في أي مكان آخر في الكون المعروف، على وجود حياة ذكية أخرى بعد 13.8 مليار سنة من تاريخ الكون، فهناك مُعضلة تطلب حلًّا. بعض الأمثلة على الحلول المحتملة هي أن الحياة الذكية أندر مما نعتقد، وأن افتراضاتنا حول التطور العام أو سلوك الأنواع الذكية هي افتراضات معيبة، أو -بشكل أكثر جذرية- أن فهمنا العلمي الحالي لطبيعة الكون هو نفسه غير مكتمل إلى حد كبير.
يمكن طرح مفارقة فيرمي بطريقتين. الأولى هي «لماذا لا توجد كائنات فضائية أو أي آثار تعود لهم هنا على الأرض، أو في النظام الشمسي؟» إذا كان السفر بين النجوم ممكنًا -حتى ذلك النوع «البطيء» الذي سيُصبح في متناول تكنولوجيا الأرض تقريبًا- فإنّ الأمر سوف يستغرق من 5 ملايين إلى 50 مليون سنة فقط لاستعمار المجرة. هذه فترة قصيرة نسبيًا على المقياس الجيولوجي، ناهيك عن المقياس الكوني. نظرًا لوجود العديد من النجوم الأقدم من الشمس، ولأن الحياة الذكية قد تكون تطورت في وقت مبكر في مكان آخر، فلماذا لم تُستعمر المجرة بالفعل؟ حتى لو كان الاستعمار غير عملي أو غير مرغوب به لجميع الحضارات الفضائية، فإنّ استكشاف المجرة على نطاق واسع قد يكون ممكنًا عبر المسابير الفضائية. قد تكون هذه المسابير تركت آثارًا صناعية يمكن اكتشافها في النظام الشمسي، مثل مسابير قديمة أو أدلة على نشاط تعدين، ولكن لم يُرصد أي من هذا بعد.
الشكل الثاني للسؤال هو «لماذا لا نرى أي علامات على وجود حضارات ذكية في أي مكان آخر في الكون؟» هذا السؤال لا يفترض قدرة هذه الحضارات على السفر بين النجوم، ولكنه يشمل المجرات الأخرى كذلك. بالنسبة إلى المجرات البعيدة، قد تفسر أوقات السفر الطويلة عدم زيارة الفضائيين للأرض، ولكن قد تكون هناك حضارة متقدمة لدرجة تجعلها مرصودة على جزء كبير من حجم الكون المرصود. حتى لو كانت هذه الحضارات نادرة، تشير حجّة المقاييس إلى وجوب وجودها في مكان ما في وقت ما ضمن تاريخ الكون، وبما أنه يمكن اكتشافها من بعيد على مدى فترة زمنية طويلة، فإن العديد من المواقع المحتملة لوجودها تقع ضمن مدى رصدنا. من غير المعروف ما إذا كانت المفارقة أقوى بالنسبة لمجرتنا أم للكون بأكمله.

## نظرة تاريخية
لم يكن فيرمي أول من طرح السؤال. كان هناك إشارة ضمنية سابقة لهذه الموضوع من قِبل كونستانتين تسيولكوفسكي في مخطوطة غير منشورة من عام 1933. أشار إلى أنّ «الناس يُنكرون وجود كائنات ذكية على كواكب أخرى في الكون» لأنه «(1) لو كانت هذه الكائنات موجودة لزاروا الأرض، و(2) إذا كانت هذه الحضارات موجودة، لمنحونا بعض العلامات على وجودهم». لم تكن هذه مفارقة بالنسبة للآخرين، الذين عنى ذلك لهم عدم وجود الكائنات الفضائية. ولكن ذلك كان مفارقةً بالنسبة له؛ لأنه آمن بوجود حياة خارج كوكب الأرض وإمكانية السفر في الفضاء. لذلك، اقترح ما يُعرف الآن بفرضية حديقة الحيوان وتوقع أن البشرية ليست جاهزة بعد للتواصل مع الكائنات الفضائية المتقدمة جداً.
في عام 1975، نشر مايكل أتش. هارت فحصًا مفصلًا للمفارقة، الذي أصبح منذ ذلك الحين نقطةً مرجعية نظرية لكثير من الأبحاث حول ما يعرف الآن أحيانًا بمفارقة فيرمي هارت. يُفضّل جيفري لانديس هذا الاسم قائلًا إنه «في حين يُنسب طرح السؤال لأول مرة إلى فيرمي، كان هارت أول من أجرى تحليلًا دقيقًا يُظهر أنّ المشكلة ليست عديمة الأهمية، وكذلك أول من ينشر نتائجه». يقول روبرت أتش. جراي إن مصطلح مفارقة فيرمي هو اسم مغلوط؛ لأنها في نظره ليست مفارقة ولا تُنسب إلى فيرمي؛ بل يُفضل بدلًا من ذلك اسم حجة هارت تبلر، إذ يعتبر مايكل هارت العقل المدبر وراءها، بالإضافة أيضًا إلى المساهمة الكبيرة من فرانك تبلر في توسيع حجج هارت.

## معادلة دريك
ترتبط النظريات والمبادئ في معادلة دريك ارتباطاً وثيقًا بمفارقة فيرمي. صاغ فرانك دريك المعادلة في عام 1961 في محاولة لإيجاد وسيلة منهجية لتقييم الاحتمالات العديدة المرتبطة بالكائنات الفضائية. تأخذ هذه المعادلةُ التكهنية في عين الاعتبار معدلَ تكوين النجوم في المجرة، ونسبة النجوم التي تحتضن كواكب حولها وعدد الكواكب الصالحة للحياة حول كل نجم، ونسبة هذه الكواكب التي تنشأ الحياة عليها، ونسبة الكواكب التي تنشأ حياةٌ ذكية عليها، ونسبة الكواكب التي تحتضن حياةً ذكية قابلة للرصد ومتطورة تكنولوجيًا، وأخيرًا طول الفترة الزمنية التي يمكن فيها رصد هذه الحضارات القادرة على التواصل. المشكلة الرئيسة هي أن المصطلحات الأربعة الأخيرة غير معروفة قط، ما يجعل التقديرات الإحصائية مستحيلة.
استخدم المتفائلون والمتشائمون معادلةَ دريك على حد سواء، وكانت النتائج متباينة بشكل كبير في الحالتين. تكهّن الاجتماع العلمي الأول حول البحث عن الذكاء خارج كوكب الأرض (إس إي تي آي) -الذي حضره 10 عُلماء من بينهم فرانك دريك وكارل ساجان- بأنّ عدد الحضارات يتراوح ما بين 1000 و100000000 حضارة في مجرة درب التبانة.على العكس من ذلك، استخدم فرانك تبلر وجون دي بارو أرقامًا متشائمة وتكهنا بأن متوسط عدد الحضارات في المجرة الواحدة هو أقل من واحدٍ بكثير. تعاني جميع الحجج -تقريبًا- المبنية على معادلة دريك من تأثير الثقة المبالغة، وهو خطأ شائع في التفكير الاحتمالي حول الأحداث ذات احتمالية الحدوث المُنخفضة، من خلال تخمين أرقامٍ مُحددة عن مدى احتمالية الأحداث التي لم تُفهم آليتها بعد، مثل احتمال التكوُّن التلقائي على الكواكب الشبيهة بالارض، إذ تختلف التقديرات الحالية عن الاحتمالات عن بعضها بمئات القيم الأسية. أجرى أندرس ساندبرج وإريك دريكسلر وتوبي أورد تحليلًا أخذ بعين الاعتبار بعض الارتياب المرتبط بنقص الفهم هذا، ويقترح -باحتماليةٍ كبيرةٍ للغاية- أن تكون الحضارات الذكية وفيرةً في مجرتنا أو أنّ البشر هم وحيدون في الكون المرصود، وحاليًا يُشير انعدام رصد الحضارات الذكية إلى الخيار الأخير.

## الحلول المفترضة
بعض الحلول لمفارقة فيرمي والتي اقترحها العلماء:
1. هم موجودون لكنهم لا يتواصلون معنا.
2. هم موجودون ويتواصلون معنا ولكن لا يمكننا فهمهم.
3. هم كانوا موجودين في وقت لم نكن نحن فيه (لم يمروا بالضرورة على الأرض).
4. هم موجودون لكن معظم الناس لا تدرك ذلك حتى الآن.
5. اختفوا! (أي دمروا أنفسهم أو دمرهم شيء ما، كما قد يحصل مع البشر في حال نشوب حرب نووية!).
6. قد نكون غير مهمين بالنسبة لهم (فقد يكونون متطورين لمراحل قد تجعلنا بنظرهم كالنحل مثلاً بالنسبة للبشر، فهل فكر البشر يوماً ما بالتواصل مع النحل؟ رغم أنهم أمامنا يعملون طوال الوقت وينظمون أنفسهم!).